# Кубанская митрополия
Куба́нская митропо́лия — митрополия Русской православной церкви, образованная в пределах Краснодарского края.
Создана решением Священного Синода от 12 марта 2013. Главой митрополии назначен правящий архиерей Екатеринодарской епархии.

## Состав митрополии
Митрополия включает в себя 6 епархий:

### Екатеринодарская епархия
Территория включает: города Краснодар, Горячий Ключ, и Абинский, Апшеронский, Белореченский, Динской, Красноармейский, Северский районы.
Правящий архиерей — митрополит Василий (Кулаков) (с 27 декабря 2023 года).

### Армавирская епархия
Территория включает: город Армавир и Гулькевичский, Курганинский, Лабинский, Мостовский, Новокубанский, Отрадненский, Успенский, Усть-Лабинский районы.
Правящий архиерей — епископ Савва (Лесных) (с 21 июля 2024 года).

### Ейская епархия
Территория включает: Брюховецкий, Ейский, Калининский, Каневской, Кущёвский, Ленинградский, Приморско-Ахтарский, Староминский, Тимашёвский, Щербиновский районы.
Правящий архиерей — епископ Серафим (Лопухов) (с 8 декабря 2024 года).

### Новороссийская епархия
Территория включает: города Анапа, Геленджик, Новороссийск и Крымский, Славянский, Темрюкский районы.
Правящий архиерей — епископ Сергий (Зятьков) (с 24 октября 2024 года).

### Сочинская епархия
Территория включает: город Сочи и Туапсинский районы.
Правящий архиерей — епископ Герман (Камалов) (c 28 декабря 2018 года).

### Тихорецкая епархия
Территория включает: Белоглинский, Выселковский, Кавказский, Кореновский, Крыловский, Новопокровский, Павловский, Тбилисский, Тихорецкий районы.
Правящий архиерей — епископ Стефан (Кавтарашвили) (c 25 февраля 2014 года).

## Митрополиты
- 12 марта 2013 — 8 августа 2020 — Исидор (Кириченко)
- 25 августа 2020 — 15 апреля 2021 — Павел (Пономарёв)
- 15 апреля 2021 — 11 октября 2023 — Григорий (Петров)
  - 11 октября — 27 декабря 2023 года — в/у Кирилл (Покровский), митрополит Ставропольский и Невинномысский
- с 27 декабря 2023 года — Василий (Кулаков)